# Перм
Перм (комі Перым, комі-перм. Перем, рос. Пермь) — місто в європейській частині Росії, адміністративний центр Пермського краю, річковий порт на Камі.
За підсумками перепису 2002 року населення Пермі становило 1 001 653 особи, з підпорядкованими населеними пунктами — 1 010 947 осіб. За оцінкою 2005 року, населення становить 0,999 млн осіб у межах муніципального утворення (13-е місце в РФ), 1,180 млн чоловік в агломерації (13-е місце).
1 грудня 2005 року Перм стала адміністративним центром нового суб'єкта Російської Федерації — Пермського краю, утвореного в результаті об'єднання Пермської області і Комі-Перм'яцького автономного округу.

## Історія
Територія сучасного міста Перм заселена людьми спрадавна. У місті виявлено понад 130 археологічних пам'яток (від кам'яної доби до пізнього середньовіччя).

### Село Єгошиха
Територія, на якій тепер розташована Перм, у XVII столітті належала Строгановим. Перші документальні згадки про поселення на території Пермі виявлені в переписних книгах воєводи Прокопія Єлизарова в 1647 році. Там згадується корчівка на річці Ягошисі (тепер Єгошиха). Згідно з переписом 1678 року, у селі Єгошиха налічувалося сім дворів і проживало «28 душ мужеска полу, в основномъ фамиліи Брюхановыхъ, Верхоланцевыхъ и Федотовыхъ».

### Заснування міста
На початку XVIII століття почалося активне освоєння родовищ корисних копалин Уралу. 9(20) березня 1720 року за наказом Петра I капітан-поручик артилерії Василь Микитович Татищев, керівник Уральських казених заводів, російський історик і географ, вирушив у Сибірську губернію з метою будівництва заводів з виплавки міді і срібла. Татищев обрав для будівництва мідеплавильного заводу місце біля села Єгошихи (поблизу гирла однойменної річки, що впадає у Каму) через наявність мідної руди і зручне місцерозташування для вивозу продукції..
У 1721 році Татищев був відкликаний, а його наступником призначений генерал-майор артилерії Георг Вільгельм (Вілім Іванович) де Геннін. Де Геннін схвалив проєкт Татищева і в 1722 році розпорядився про підготовку до будівництва заводу.
Днем заснування міста Перм вважається початок будівництва Єгошихінського (Ягошихінського) мідеплавильного заводу — 4(15) травня 1723 року. При закладці заводу був присутній В. М. Татищев. У рукописі «Опис Уральських і Сибірських заводів. 1735 р.» Г. В. де Геннін писав:
«И за определеніемъ ево, генерала лейтенанта, оною заводъ начатъ строить маїя 4-й днѣ 1723 года и построенъ по генварь мѣсяцъ 1724-го года.»
Будівництво заводу велося під керівництвом Татищева і де Генніна. У 1734 році селище при Єгошихінському заводі стало адміністративним центром Пермського гірського округу. 10 травня 1736 року заклали Мотовілихинський мідеплавильний завод за 4 версти від Єгошихи вище за течією Ками, в 1738 році завод пустили в дію.
У 1727 році Солікамська провінція з містами Чердинню і Кунгуром і Єгошихинським заводом увійшла до складу Казанської губернії під назвою Пермської провінції.
У 1781–1796 роках Перм була центром Пермського намісництва Російської імперії.
17 липня 1783 року затверджений герб міста.

### Радянський період
У 1940 році місто перейменовано на Молотов — на честь голови уряду СРСР В. Молотова. Історичну назву повернено в 1957 році, після позбавлення Молотова урядових посад і виключення його з лав КПРС.

### Сучасний етап
5 грудня 2009 року сталась пожежа у нічному клубі «Хромая лошадь», жертвами якої стали 131 особа.

## Адміністративно-територіальний поділ

Адміністративно-територіальний поділ Пермі

Місто розділене на внутріміські території: сім районів і селище Нові Ляди.
| Район                    | Населення(2002) |
| ------------------------ | --------------- |
| Дзержинський район       | 153403          |
| Індустріальний район     | 160039          |
| Кіровський район         | 126960          |
| Ленінський район         | 57569           |
| Мотовилихинський район   | 176564          |
| Орджонікідзевський район | 111631          |
| Свердловський район      | 215487          |
| Нові Ляди                | 9280            |

## Економіка
- Камський кабель — один з провідних виробників кабельної продукції в країнах СНД[4].

## Транспорт

### Мости
У місті через споруджено мости:
- Комунальний міст,
- Красавинський міст,
- Чусовський міст,
- Камський залізничний міст

Також Каму можливо перетнути греблею Камської ГЕС.

### Водний транспорт
У радянські часи одним із ключових вузлів пасажирського судноплавства на Камі був Пермський річковий вокзал, але в 1990-ті роки він утратив свою основну функцію.

### Залізничний транспорт
Перм є найбільшим залізничним вузлом Пермського відділення Свердловської залізниці. Місто обслуговує три залізничні станції Перм-Сортувальне, Перм I та Перм II. На станції Перм II рух поїздів здійснюється за трьома напрямками:
- західному (Казань, Москва, Санкт-Петербург);
- східному (Кунгур, Єкатеринбург → Владивосток);
- горнозаводському (Углеуральська, Нижній Тагіл, Приоб'є).

### Авіаційний транспорт
Місто обслуговує аеропорт Велике Савіно.

### Автомобільний транспорт
До Пермі існує під'їзд з автодороги М7 E22 (дільниця Єлабуга — Іжевськ — Перм), та починається федеральна автодорога Р242 E 22 (Перм — Єкатеринбург).

### Міський громадський транспорт
Внутрішньоміські перевезення здійснюються автобусами, трамваями, маршрутними таксі та електропоїздами.

## Клімат
| Клімат Перм                                | Клімат Перм | Клімат Перм | Клімат Перм | Клімат Перм | Клімат Перм | Клімат Перм | Клімат Перм | Клімат Перм | Клімат Перм | Клімат Перм | Клімат Перм | Клімат Перм | Клімат Перм |
| Показник                                   | Січ.        | Лют.        | Бер.        | Квіт.       | Трав.       | Черв.       | Лип.        | Серп.       | Вер.        | Жовт.       | Лист.       | Груд.       | Рік         |
| Абсолютний максимум, °C                    | 4,3         | 6,0         | 15,0        | 27,3        | 34,6        | 35,4        | 36,6        | 37,2        | 30,7        | 22,5        | 11,9        | 4,5         | 37,2        |
| Середній максимум, °C                      | −9,3        | −7,6        | 0,1         | 8,7         | 16,9        | 22,5        | 24,2        | 20,5        | 13,9        | 5,9         | −3,1        | −8          | 7,1         |
| Середня температура, °C                    | −12,8       | −11,6       | −4,2        | 3,5         | 10,8        | 16,5        | 18,6        | 15,3        | 9,6         | 3,0         | −5,8        | −11,1       | 2,7         |
| Середній мінімум, °C                       | −16,2       | −15,1       | −8,1        | −0,9        | 5,4         | 11,1        | 13,3        | 11,0        | 6,2         | 0,5         | −8,4        | −14,2       | −1,3        |
| Абсолютний мінімум, °C                     | −44,9       | −40,8       | −34,8       | −23,5       | −13         | −3,4        | 1,7         | −1,9        | −7,8        | −25,2       | −38,5       | −47,1       | −47,1       |
| Середня кількість сонячних годин на місяць | 38          | 79          | 152         | 198         | 275         | 290         | 284         | 226         | 132         | 65          | 37          | 23          | 1799        |
| Норма опадів, мм                           | 44          | 30          | 28          | 36          | 59          | 81          | 70          | 76          | 72          | 61          | 55          | 45          | 657         |
| Днів з дощем                               | 1           | 2           | 4           | 11          | 18          | 18          | 17          | 20          | 21          | 17          | 7           | 3           | 139         |
| Днів зі снігом                             | 28          | 24          | 19          | 9           | 4           | 0,4         | 0           | 0           | 2           | 13          | 24          | 27          | 150         |
| Вологість повітря, %                       | 83          | 79          | 72          | 65          | 62          | 68          | 71          | 77          | 80          | 82          | 85          | 85          | 76          |
| ------------------------------------------ | ----------- | ----------- | ----------- | ----------- | ----------- | ----------- | ----------- | ----------- | ----------- | ----------- | ----------- | ----------- | ----------- |

## Парки
Площа зелених насаджень загального користування станом на 2000 рік становила 751 га.

## Культура
У місті працюють Пермський академічний театр опери та балету імені П. І. Чайковського, Пермський державний театр ляльок і театр «У Моста» (укр. «Біля мосту»).

### Музеї
- Пермська державна художня галерея
- Пермський крайовий музей
- Музей сучасного мистецтва
- Музей «Мотовилихинских заводів»
- Меморіальний будинок-музей М. Г. Слав'янова
- Музей історії Пермського державного університету
- Музей палеонтології та історичної геології імені Б. К. Полєнова
- Музей «Будинок Дягілєва»
- Музей історії зв'язку

## Освіта

### Університети та інститути
- Пермський державний університет
- Пермський державний технічний університет
- Пермський державний медичний університет
- Пермський державний інститут мистецтва і культури

## Відомі люди
- Бурков Георгій Іванович (1933—1990) — радянський актор театру і кіно, кінорежисер
- Введенський Андрій Олександрович (1891—1965) — радянський історик;
- Драго Ігор Борисович — український композитор;
- Івшина Ірина Борисівна (* 1950) — радянський і російський мікробіолог, академік РАН.
- Каплун Адріан Володимирович — художник;
- Круглов Веанір Іванович — український артист балету, заслужений артист РРФСР, народний артист УРСР
- Поляков Віктор Львович — український боксер-професіонал;
- Простосєрдов Микола Миколайович (1873—1961) — радянський вчений-винороб, доктор біологічних наук, професор.
- Рожественський Борис Миколайович — український учений у галузі агрономії.
- Ємельянов Володимир Миколайович (1911—1975) — російський актор
- Петров Сергій Сергійович (1895—1965) — російський і радянський актор театру і кіно.
- Швейцер Михайло Абрамович (1920—2000) — радянський кінорежисер.

## Міста-побратими
- США — Луїсвілл, Кентуккі (від 1994 року);
- Велика Британія — Оксфорд (від 1995 року);
- Німеччина — Дуйсбург, Північний Рейн — Вестфалія (від 2007 року);
- Італія — Агрідженто, Сицилія (від 2005 року місто-партнер[6]);
- КНР — Ціндао, Шаньдун (від 2003 року місто-партнер);